# Бокиївка
Боки́ївка — село в Україні, у Війтовецькій селищній територіальній громаді Хмельницького району Хмельницької області. Населення становить 409 осіб.

## Населення

### Мова
Розподіл населення за рідною мовою за даними перепису 2001 року:
| Мова       | Відсоток |
| ---------- | -------- |
| українська | 98,78 %  |
| російська  | 1,22 %   |

## З історії
7 (20) листопада 1917 року, відповідно до Третього Універсалу Української Центральної Ради, увійшло до складу Української Народної Республіки.
Колищній орган місцевого самоврядування — Бокиївська сільська рада.

## Голодомор в Бокиївці
За даними різних джерел в селі в 1932—1933 роках загинуло близько 70 чоловік. На сьогодні встановлено імена 54. Мартиролог укладений на підставі поіменних списків жертв Голодомору 1932—1933 років, складених Бокиївською сільською радою. Поіменні списки зберігаються в Державному архіві Хмельницької області.

## Галерея

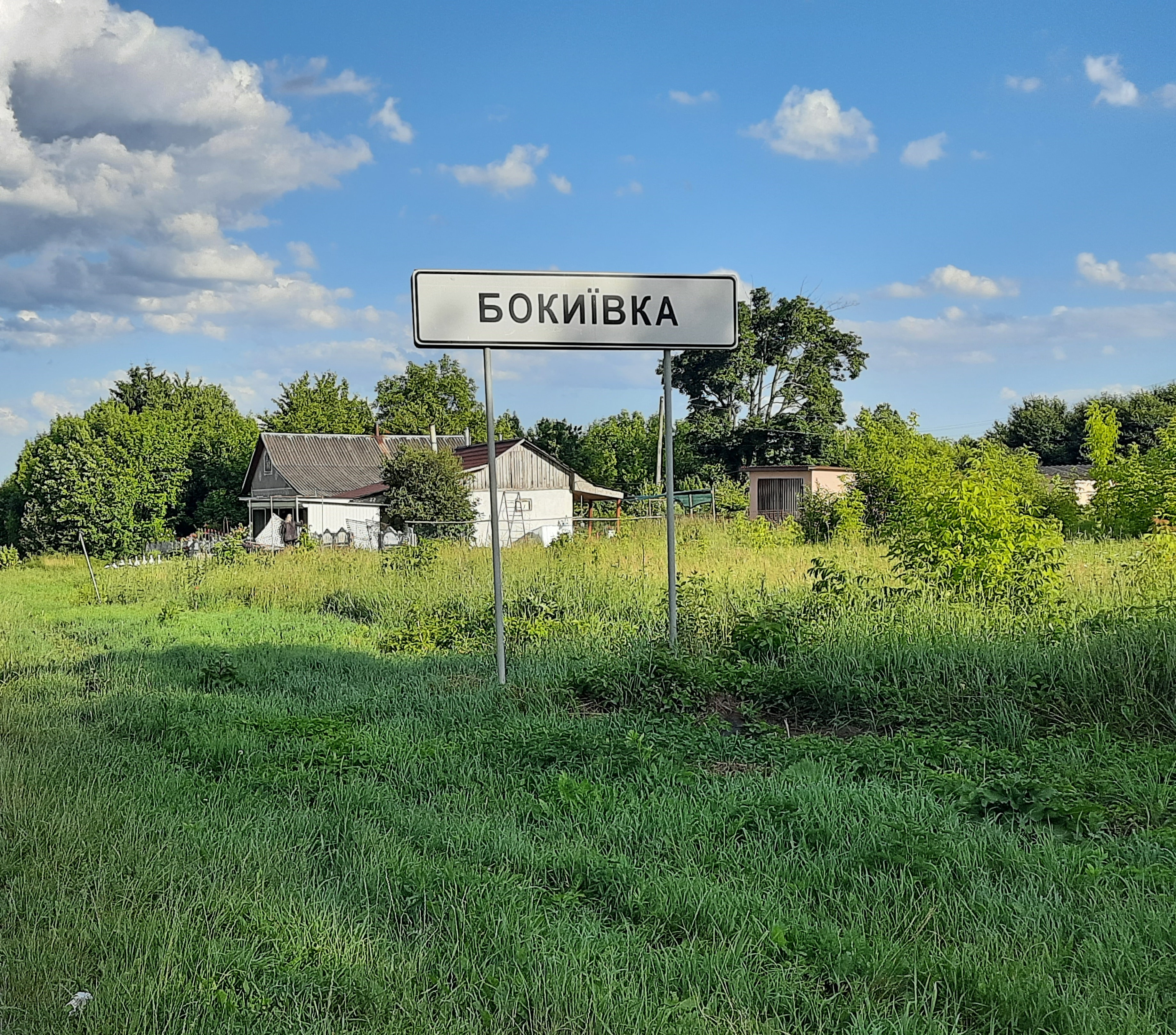
Дорожній знак при в'їзді в село
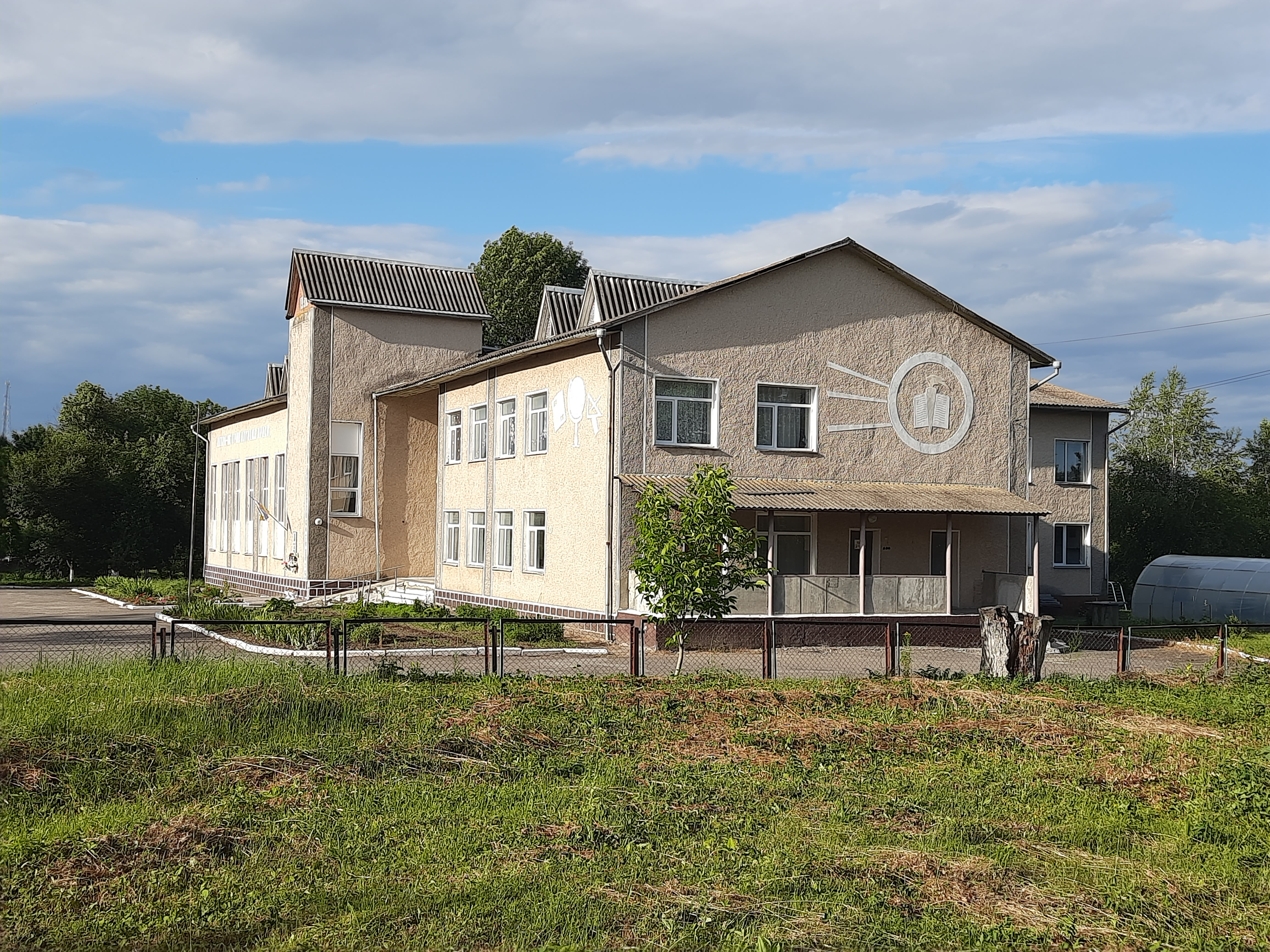
Школа
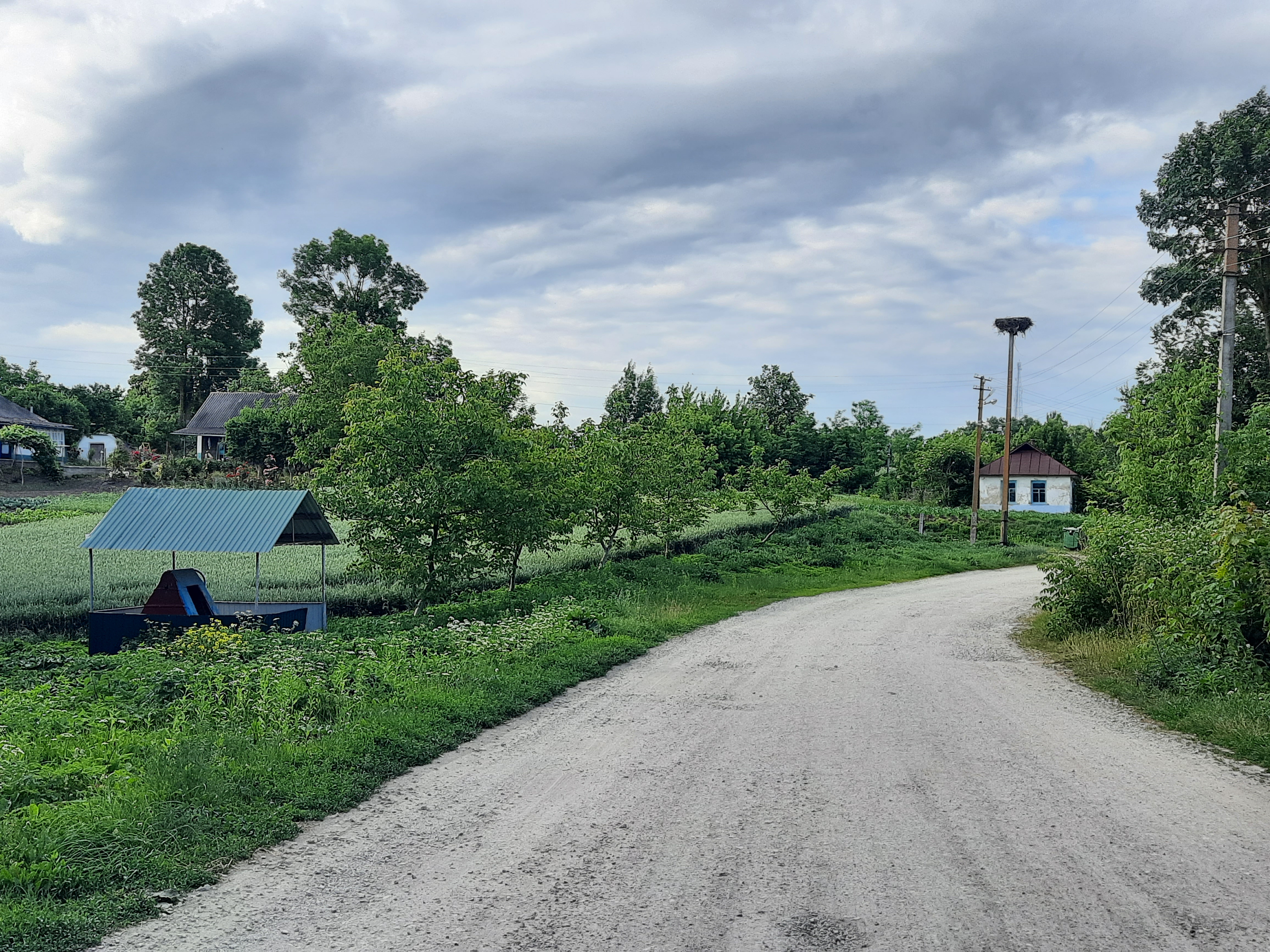
Сільський пейзаж
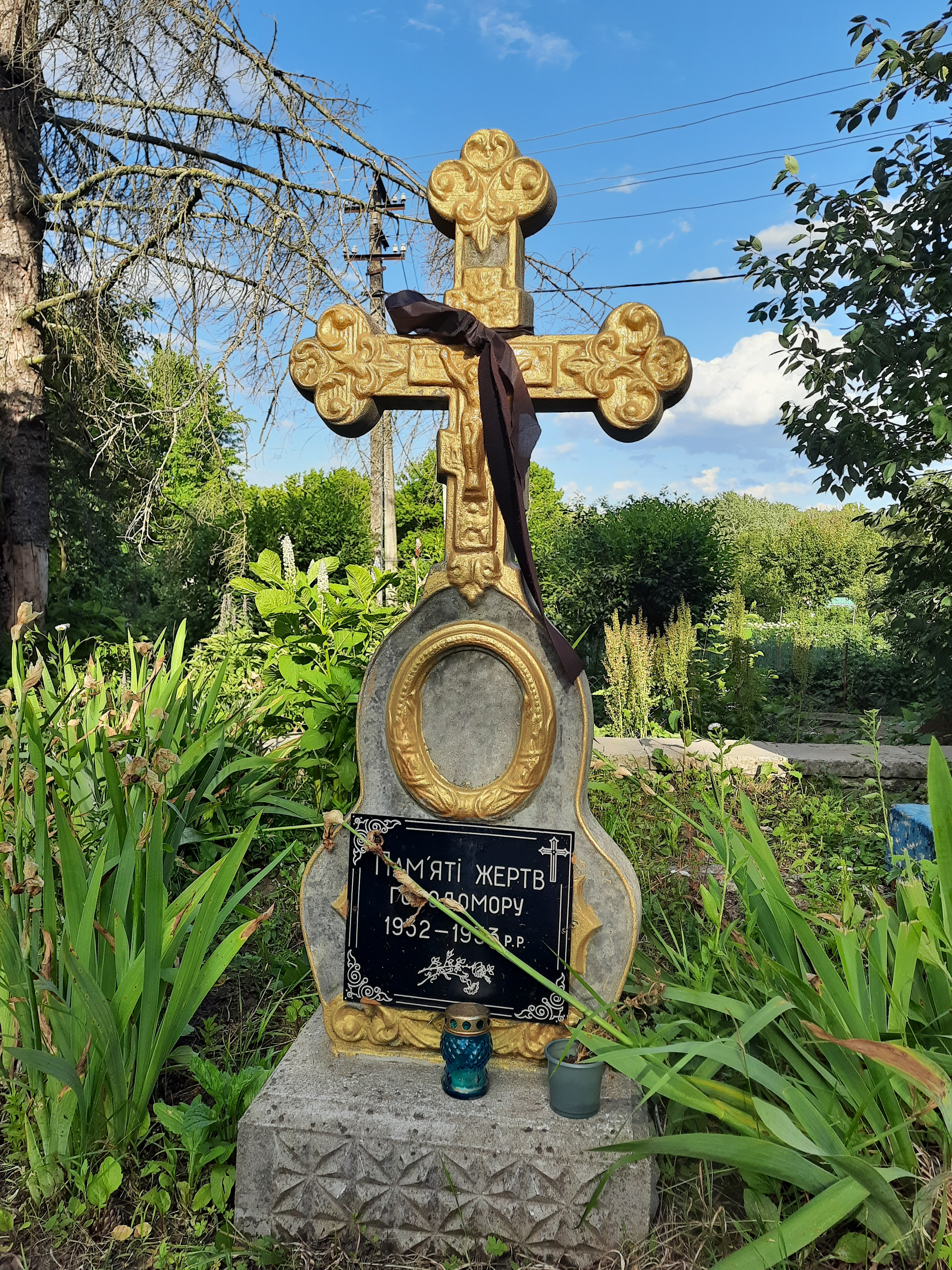
Пам'ятний знак жертвам голодомору
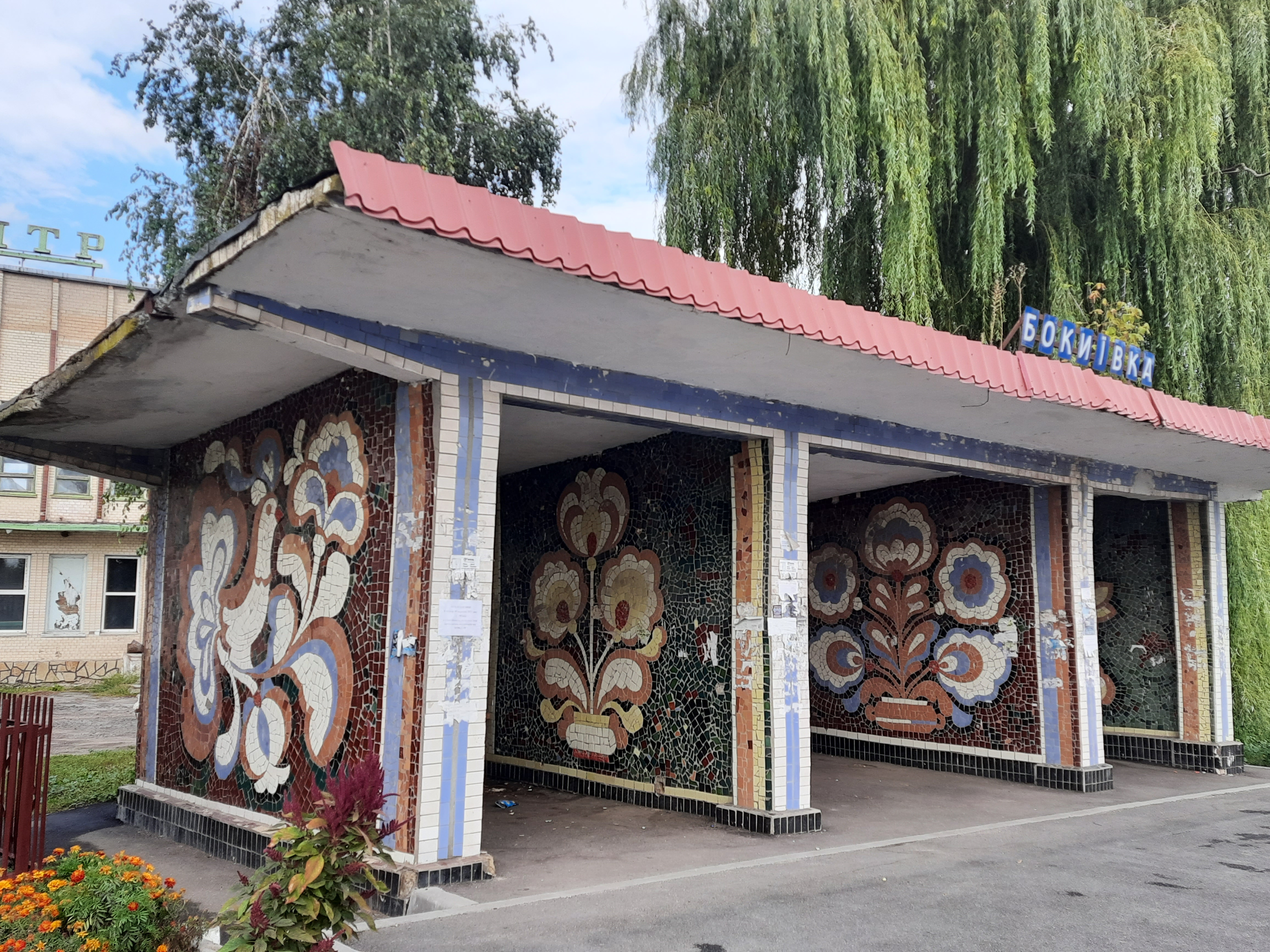
Автобусна зупинка